# Носиро-мару
Носиро Мару (яп. 能代丸, англ. Noshiro Maru) — японский грузопассажирский лайнер, реквизированный Императорским флотом и переделанный под вспомогательный крейсер во время Второй Мировой войны.

## История службы
Заложен на верфи Нагасаки 7 декабря 1933 (по другим данным 8 декабря 1932) года Mitsubishi Shipbuilding по заказу судоходной компании NYK Line как сухогруз. Спущен на воду 28 июня 1934 года, назван в честь реки Носиро в префектуре Акита на севере Японии. В 1935 году совершил свой первый рейс по маршруту Иокогама — Нью-Йорк.
8 августа 1937 года вскоре после инцидента на мосту Марко Поло для корабль был реквизирован Императорской армией Японии для переброски для переброски войск в Китай. Корабль получил вместо названия бортовой номер 226. Под этим номером судно совершает два рейса в составе конвоя по доставке армейских соединений японской армии в Шанхай: 29 августа — 2 сентября 1937 года перевозит части 18-го пехотного полка 3-й дивизии из Модзи, 26 сентября того же года части 36-го пехотного полка 9-й дивизии из Осаки. 7 января 1939 года возвращён прежним владельцам и возобновил коммерческие рейсы.
1 мая 1941 года вновь реквизирован армией для переоборудования в гидроавианосец. К началу войны на Тихом океане включён в состав дивизиона береговой обороны Йокосука, 1-го военно-морского района (1 ВМР, Военно-морской район Йокосука), командиром судна назначен капитан Мамору Йосикава (Yoshikawa Mamoru). Принято решение о переоборудовании корабля во вспомогательный крейсер для совершения каперских действий против англо-американского торгового флота, 19 сентября — 14 октября 1941 года произведена реконструкция: установлены четыре 6-дюймовых (152-мм, 50 кал.) орудия Виккерса, одно 80-мм зенитное орудие, 2 7,7-мм пулемёта, а также 2 гидросамолёта Kawanishi E7K2 для осуществления разведки.
В январе-марте 1942 года совершает два безрезультатных патрульных выхода из Йокосуки для поиска судов противника. Поскольку вооружение на японских рейдерах не маскировалось (как, например, на германских), корабль легко идентифицировался как военный и успехов не добился, поэтому с апреля 1942 года командование решает использовать крейсер в качестве эскорта при сопровождении транспортных конвоев. 10-12 апреля 1942 года он в качестве единственного эскорта сопровождает 2 транспорта с островов Трук на Понапе, 25-30 апреля 1 транспорт с островов Трук на Кваджалейн, 10-23 июня 2 транспорта из Рабаула до пролива Бунго, 1-11 июля 4 транспорта из Йокосуки в Понапе.